# حركة 5 نوفمبر 1967
حركة 5 نوفمبر 1967 أو كما يسميها منفذوها بـ «حركة 5 نوفمبر التصحيحية»، فيما يسميها المعارضون لها بـ «إنقلاب 5 نوفمبر»، وهي حركة سياسية غير دموية أدت إلى إزاحة المشير عبد الله السلال رئيس ما كان يعرف بـ الجمهورية العربية اليمنية وحلفائه من الحكم في الخامس من نوفمبر 1967، وتشكيل مجلس جمهوري برئاسة القاضي عبد الرحمن الإرياني، وعضوية أحمد محمد نعمان، ومحمد علي عثمان، وعبد السلام صبره، وحسن العمري وتولى محسن العيني رئاسة الحكومة. قامت الحركة إثر عودة القاضي الإرياني و أحمد محمد نعمان والفريق العمري وحوالي 60 آخرين من القيادات العسكرية والمدنية من جناح «اليمين الجمهوري» المعارض للسلال من إقامتهم الجبرية في السجن الحربي بالقاهرة بأوامر الرئيس جمال عبد الناصر؛ بسبب تفاقم خلافاتهم مع الرئيس السلال الذي كان مدعومًا من القيادة المصرية، وكان هو أيضًا الرجل الأول الذي يمثل وجهة النظر المصرية داخل القيادة اليمنية نظرًا لدور مصر وعبد الناصر الكبير في مساندة الثورة والجمهورية الفتية بالسلاح والجيش والقادة العسكريين الميدانيين ضد النظام الإمامي الملكي والدول العربية والأجنبية الداعمة والمساندة له وفي مقدمتها السعودية والأردن وبريطانيا وإيران. وقد قامت الحركة ضد السلال برضاء ومباركة القيادة المصرية، وذلك أثناء تواجد السلال خارج اليمن في زيارة رسمية للعراق، وذلك بعد اقتناعها بأن السلال لم يعد قادراً على قيادة سفينة الجمهورية بعد رحيل القوات المصرية من اليمن بعد هزيمة الجيوش العربية في 5 حزيران 1967 حيث كان لابد للقوات المصرية أن تعود إلى مصر.
كان اهتمام القيادة المصرية وقادة الحركة منصبّاً على ضرورة عدم حدوث تصدع أو خلاف خطير يستثمره الملكيون، فيما استمر الموقف السعودي على حاله المعروف والذي تجسد في دعمهم لحصار صنعاء، رغم أن الوجود المصري كان قد انتهى كان هذا هو العذر الذي يبرر به السعوديون دعمهم للحرب ضد النظام الجمهوري.
قد نضجت فكرة الإطاحة بالسلال وقناعة القيادة المصرية بها وذلك بعد تدهور العلاقة بينها وبين السلال والمؤيدين له في أكتوبر 1967 على خلفية رفض هؤلاء الأخيرين للتعامل مع لجنة السلام العربية التي شكلها مؤتمر القمة العربية في الخرطوم لحل المشكلة اليمنية، كما أن التغيير كان مطلوباً وصار حتمياً بعد عودة القيادات التاريخية والسياسية والعسكرية بعد إطلاق سراحها من السجون المصرية بعد مناشدات يمنية لم تتوقف ووساطات عربية حثيثة. وبرغم أن من تكتّلوا من أجل صنع هذا الانقلاب هم مجموعة غير متجانسة في توجهها السياسي والأيديولوجي، وحتى في  علاقاتها العربية والأجنبية، غير أن القاسم المشترك لجميع هذه الفئات والعناصر كان ما سمي آنذاك بـ «الذاتية اليمنية»، التي كانت تعني حينها إخراج القوات المصرية من اليمن، وتأكيد المصالحة مع السعودية.
```
وقد كانت زعامة القاضي الإرياني محل إجماع من كل القائمين على حركة التصحيح لما كان يمثله من دور تاريخي، ومكانة علمية وعقلية حكيمة كانت ضرورية لتجاوز مرحلة الخطر. وقد تمت حركة 5 نوفمبر 1967م التصحيحية دون صعوبات كبيرة، وتمت كذلك الترتيبات بدقة وتيسرت أمور كثيرة، ولا سيما من جهة بعض الوحدات العسكرية التي كانت موالية للمشير السلال. وقد استقر السلال بعد الإطاحة به في القاهرة منذ ذلك التاريخ حتى عودته مع القاضي الإرياني إلى اليمن في العام 1981 بدعوة من الرئيس 
علي عبد الله صالح
.
[
1
]
[
2
]
[
3
]
[
4
]
[
5
]
[
6
]
[
7
]
[
8
]
```

جاءت حركة نوفمبر نتيجة عوامل كثيرة وفي مقدمتها نكسة حزيران/ يونيو 1967، التي عجّلت من انسحاب القوات المصرية المساندة للثورة والجمهورية في اليمن التي قامت في 26 سبتمبر 1962 والذي كان من نتائجه حصار صنعاء من قبل الملكيين وداعميهم من الداخل والخارج بعد حركة 5 نوفمبر ب 20 يوماً فقط والذي استمر سبعون يومًا، انتصرت فيه قوى الثورة والجمهورية رغم ضعف عتادها العسكري وهشاشة الصف الجمهوري الذي كان منقسمًا على نفسه في تلك الفترة قبل وبعد قيام الحركة.

## تسلسل تاريخي
المقالة الرئيسية: ثورة 26 سبتمبر اليمنية
| التاريخ     | العام       | الحدث |
| ----------- | ----------- | --- |
| 30 أكتوبر   | 1918        | استقلال شمال اليمن من الدولة العثمانية وتأسيس الإمام يحيى حميد الدين للمملكة المتوكلية اليمنية. |
| 17 فبراير   | 1948        | قيام ثورة الدستور واغتيال الإمام يحيى حميد الدين، وتولي نجله أحمد الحكم وقمع الثورة وإعدام قادتها. |
| 28 مارس     | 1955        | قيام انقلاب 1955 بقيادة المقدم أحمد الثلايا ضد الإمام أحمد ومحاصرة قصره في تعز، والقبائل تهاجم المدينة وفشل الانقلاب وإعدام الثلايا وضباط الانقلاب.                                                           |
| يوليو       | 1959        | قيام تمرد 1959 من عدد من مشائخ حاشد وقادة من الجيش ضد الإمام أحمد الذي كان يعالج في إيطاليا، بدعم من نجله البدر، ولكن فشل التمرد بعد أن عاد الإمام أحمد من رحلته وألقى خطاب في الحديدة هدد فيه قادة الانقلاب. |
| 6 مارس      | 1961        | محاولة اغتيال الإمام أحمد في مستشفى الحديدة يقوم بها الضباط الأحرار «العلفي - اللقية - الهندوانة». |
| 19 سبتمبر   | 1962        | وفاة الإمام أحمد بن يحيى متاثرا بجراحه التي أصيب بها في محاولة اغتيال 1961، وتولى ابنه محمد البدر الحكم. |
| 26 سبتمبر   | 1962        | تفجير ثورة 26 سبتمبر على أيدي الضباط الأحرار ضد الحكم الملكي وقيام الجمهورية العربية اليمنية برئاسة عبد الله السلال.                                                                                          |
| 1962 - 1970 | 1962 - 1970 | اشتعال حرب أهلية بين الجمهوريين الذين تساندهم مصر والملكيين الذين تساندهم السعودية. |
| 5 نوفمبر    | 1967        | انقلاب ضد المشير عبد الله السلال اثناء زيارته للعراق، وتشكيل مجلس رئاسي من ثلاثة أمناء، برئاسة القاضي عبد الرحمن الإرياني.                                                                                    |
| 26 سبتمبر   | 1972        | اشتباكات حدودية في حرب 1972 اليمنية بين الجمهورية العربية اليمنية وجمهورية اليمن الديمقراطية الشعبية، والتوصل إلى اتفاق القاهرة 1972 لوقف إطلاق النار بوساطة الجامعة العربية.                                 |
| 13 يونيو    | 1974        | إنقلاب أبيض على القاضي الارياني وتولي السلطة مجلس عسكري مكون من سبعة عقداء برئاسة المقدم إبراهيم الحمدي. |
| 11 أكتوبر   | 1977        | اغتيال إبراهيم الحمدي، وتولى أحمد حسين الغشمي السلطة لأقل من عام. |
| 24 يونيو    | 1978        | اغتيال أحمد حسين الغشمي بحقيبة مفخخة وتولى عبد الكريم العرشي رئاسة الجمهورية. |
| 18 يوليو    | 1978        | تنحي عبد الكريم العرشي عن الرئاسة وتولي علي عبد الله صالح السلطة. |
| مارس        | 1979        | تجدد القتال في حرب 1979 اليمنية بين شمال اليمن وجنوبه. |
| 22 مايو     | 1990        | توقيع اتفاقية الوحدة بين الجمهورية العربية اليمنية وجمهورية اليمن الديمقراطية الشعبية وقيام الجمهورية اليمنية.                                                                                                |